# 슈가슈가룬
슈가슈가 룬은 고단샤의 소녀 만화 잡지 나카요시에, 2003년 9월호에서 2007년 5월호까지 연재된 마법 소녀 판타지 만화 작품이다. 저자는 안노 모요코로, 제 29회 고단샤 만화상 아동 부문을 수상하였다.
대한민국에서는 2006년 8월 21일부터 2006년 11월까지 투니버스에서 방영되었다. 위키드와 유사한 면이 있는데, 두 명의 마녀, 위키드의 뮤지컬 기준으로 제작 년도도 2003년으로 같은 것으로 유사하다.

## 줄거리
차기 여왕을 뽑기 위해 마계에서는 두 명의 여자 아이를 인간계로 보낸다. 전설의 마녀 ‘시나몬’의 딸인 ‘쇼콜라 메이율’과 현 여왕인 ‘캔디’의 딸 ‘바닐라 뮤’. 이 둘은 가장 친한 친구이자 여신 여왕의 자리를 두고 경쟁하는 라이벌이다. 인간계로 내려간 둘은 소년들의 하트를 모으며 성장해 나간다.
하지만 이들 사이에 피에르가 등장을 하고 평화롭던 일상은 어려움에 부딪치게 된다. 오글의 왕인 ‘글라스’의 후계자로 ‘오글의 왕자’라 불리는 피에르는 둘 사이의 갈등을 만든다.

## 설정

### 마계

#### 왕국과 오글
인간계에서 빠져나온 7명의 마녀들이 마계를 만들었다. 그 중에서 유일한 남자인 ‘빙설의 귀공자’ 글라스. 글라스는 6명의 마녀 모두의 남편이고 사실상 왕이었다. 하지만 6명의 마녀는 악의가 없던 글라스의 사랑과 야망을 의심하며 혼자 마계를 지배하려고 한다고 몰아갔고, 6명의 마녀에 의해 봉인되어 역사 속에서도 사라지게 되었다. 그는 땅 끝자락에 봉인돼 갇혀버렸고 그의 자손들은 왕국에서 쫓겨나 ‘오글’이라고 불리며 박해를 당하게 된다. 그렇게 탄생된 오글은 느와르 하트(검정하트)를 모으며 느와르 하트에서 나오는 에너지로 살아가고 있으며 왕국을 향해 계속해서 싸움을 걸어오고 있다.

#### 인간과 마녀
인간계에 사는 인간과 마계에 사는 마녀는 생긴 모습은 비슷하지만 속성은 매우 다르다. 인간과 마녀의 차이점을 정리해놓은 표이다.
|               | 사는 곳                                    | 마법                                                                      | 하트 | 연애 |
| ------------- | ------------------------------------------ | ------------------------------------------------------------------------- | --- | --- |
| 마계인 (마녀) | 주로 마계, 인간계에 사는 마녀도 조금 있다. | 쓸 수 있다. 단, 인간계에서는 마력이 약해지므로 아이템에 의지할 때가 있다. | 빼앗긴 하트를 만들어내는 것은 하지 못한다. 마계인에게 하트는 단 하나이다. 핑크 이상의 하트를 빼앗기면 죽기도 한다. | 인간과의 진지한 연애는 엄금. 마법사와의 깊은 사랑을 할 경우 하나밖에 없는 하트를 서로 교환하며 목숨을 맹세한다. 한쪽이 배신하면 상대를 죽일 수 있다. |
| 인간          | 인간계                                     | 기본적으로 쓸 수 없다.                                                    | 어떤 하트라도 몇 번이건 만들어낼 수 있다. 감정 에너지의 양은 마녀보다 많다.                                        | 언제 누구랑 연애를 하건 자유. |

#### 마계의 법
마계에서는 죄를 지을 경우 마계 재판을 가게 된다. 그곳에서 유죄 판결을 받게 되면 하인의 모습으로 ‘하인 리스트’에 이름이 올라가고 그 리스트에 봉인된 채 자신의 소환 순번이 될 때까지 그 리스트에 갇혀있게 된다. 대부분 하인들은 크기가 작은 동물의 모양이다.
쇼콜라의 엄마 시나몬의 경우에도 반역죄로 인하여 ‘하인 리스트’에 이름이 올라갔지만 하인의 모습을 하고 봉인 전에 도주를 해버렸다. 모습이 변한 뒤 도주를 해서 캔디 여왕은 아마 고양이로 떠돌지 않을까하는 생각을 한다.

### 하트(Heart)
"하트"는 다른 사람이 느끼는 감정의 표현의 표상이며, 그 마음은 보석 같은 결정이 된다. 주인공인 쇼콜라 메이율과 바닐라 뮤는 인간들의 엿보기 안경을 이용하여 ‘하트’의 색을 확인한다. 마계인들은 이런 사람의 ‘하트’를 모아 에클, 즉 마계의 돈으로 사용한다. ‘하트’는 사람이 가지고 있는 감정에 따라 색이 다르다. 또 색깔에 따라 에클로 환산했을 때의 가격이 달라진다. 파랑과 무지개 색의 하트는 원작 만화에서는 나오지 않으나 애니메이션에만 나오는 하트이다.
|                       | 에클 | 가정 |
| --------------------- | ---- | --- |
| 노란색 (Jaune)        | 5    | 놀라움 |
| 주황색 (Orange)       | 300  | 두근거림 |
| 초록색 (Vert)         | 350  | 우정 |
| 파랑색 (anime only)   | 3000 | 존경심 |
| 무지개색 (Multicolor) | 500  | 재미있음, 즐거움 |
| 분홍색 (Rose)         | 1000 | 좋아하는 마음, 사랑 |
| 보라색 (Violet)       | 2500 | 금지된 사랑, 죄많은 사랑(육체적 사랑) |
| 빨간색 (Rouge)        | 5000 | 열렬한 사랑, 열정적인 사랑 진실한 사랑의 하트. 마계에선 레드 하트가 생기면 하나밖에 없는 자신의 하트를 그 상대에게 바쳐야 한다. 마계에서는 결혼식을 할 때 상대가 서로 이 하트를 교환한다. 그 교환 도중 상대의 마음에 변화가 있거나 배신당한다면 그 사람은 죽게 된다. |
| 검은색 (Noir)         |      | 누아르 하트. 증오, 미움, 질투, 화, 슬픔, (부정적 감정) 가치를 마길 수 없는 하트이며 오글 족이 아닌 자가 누아르 하트를 가져가려하면 강제로 튕겨나가거나 죽게 된다. 하지만 오글에게는 힘의 원천이 되며 일반 하트보다 힘이 강하다.                                      |
| 하얀색 (Blanc)        |      | 느와르 하트(검은색 하트)가 필트래(하트를 정화하는 능력을 가진 마녀)에 의해 정화되었을 경우에 하얀색, 투명한 하트가 된다. 이런 하트를 시종(동물의 모습을 한)에게 주었을 경우에는 주술이 풀려 본래의 마계인의 모습으로 돌아온다.                                       |

### 스틱
일반적인 경우, 어린아이들은 스틱을 가지지 못하지만 주인공 두 사람의 경우 여왕후보로써의 경연을 하고 있기 때문에 스틱의 구매와 사용이 허가되었다. 원작 만화에서는 인간계에 내려가 에클을 모은 뒤에 보석이 박혀있지 않은 기본 스틱을 구매를 하여 차근차근 보석을 박아 넣으며 스틱을 진화시킨다. 하지만 애니메이션에서는 인간계로 내려가기 전 캔디 여왕이 각각 여왕 후보자들에게 보석이 다 박혀있는 완성된 스틱을 하사한다.

## 등장인물
- 쇼콜라 메이유르 (성우: 마츠모토 마리카 / 이계윤)

활발하고 밝은 성격의 여자아이이다. 전설의 마녀 '시나몬'의 딸로 마계의 차기 여왕 후보자 중 한 사람이다. 오렌지색의 긴 머리를 가졌으며 연두색에 가까운 초록빛 눈동자이다. 마계에서는 밝고 활발한 성격으로 인기가 매우 많았지만, 인간계에 와서는 거칠고 조금은 드센 모습에 마계에서처럼의 인기를 얻지는 못한다. 애니메이션판에서는 바닐라가 양보해 여왕이 되었다.
- 바닐라 뮤 (성우: 이하타 쥬리 / 이현진)

내성적이며, 다정한 성격의 여자아이이다. 밝은 금발의 심한 곱슬머리를 가지고 있으며 심하게 곱실거리는 머리를 자신의 콤플렉스라고 생각한다. 현재 마계의 여왕인 ‘캔디 여왕’의 딸로 차기 여왕 후보자이다. 소극적이고 많이 내성적인 탓에 마계에서는 인기가 없었지만, 인간계에 와서는 여성스럽고 귀여운 모습에 많은 인기를 얻는다.
- 캔디 뮤 (성우: 시마모토 스미 / 윤여진)

현 마계의 여왕이다. 외모뿐만 아니라 성품까지 아름다워 마계사람들의 존경을 한 몸에 받는다. 쇼콜라의 엄마인 시나몬과 절친한 친구였으며 둘은 쇼콜라와 바닐라처럼 여왕후보로 올라 경연을 함께 했었다. 하지만 시나몬이 반란을 일으켜 종적을 감췄다는 루머로 인해 캔디가 여왕의 자리에 오르게 되었다.
온화하고 따뜻하고 넓은 포용력을 가지고 있다. 심지어 오글이 생겨나게 된 역사를 거론하며 오글에게도 온화한 태도를 보인다. 이 때문에 원로원들의 반발을 사기도 한다.
- 시나몬 메이유르 (성우: 우란 사키코 / 이지영)

마녀계의 옛날여왕으로, 쇼콜라의 엄마다. 쇼콜라와 달리 인간계와 마녀계 둘 다 인기가 좋아 하트를 많이 얻었다. 캔디와는 절친한 둘도 없는 사이였으며, 차기 여왕후보로 올라 경연 최종 여왕후보에 당선되어 마녀계의 여왕이 되었지만, 오글과의 끝없는 전쟁이 시작되자 마녀계를 지키기 위해 여왕자리를 캔디에게 양위하고 오글과 싸우러 간다. 그러다 고양이로 변해 피에르의 고양이가 되지만 피에르 곁에 쇼콜라와 바닐라가 등장하면서 그 둘을 지켜준다. 후에 딸 쇼콜라의 의해 마녀의 모습으로 돌아온다.
- 로킹 로빈 (성우: 츠다 켄지로 / 김장)

쇼콜라와 바닐라의 인간계에서의 교관 겸 보호자. 나르시스트적인 면도 있지만 사실은 굉장한 실력의 마법사이다. 인간계에서는 유명 락 가수으로 잘생긴 외모로 많은 여자들의 마음을 사로잡는다.
- 피에르 탕페드 드 네쥬 (성우: 코니시 료세이 / 김승준)

쇼콜라와 친구들이 다니는 학교에서 엄청난 인기를 한 몸에 받고 있는 미소년이다. 중등부 학생회장이며 테니스부, 펜싱부의 부장이기도 하다. 인간계에 내려온 쇼콜라와 바닐라 앞에 등장하면서 평화롭던 그들의 일상이 조금씩 흔들리기 시작한다.
마계의 마녀들의 반대세력인 ‘오글’의 왕자로 검정하트(느와르 하트)를 모으려고 한다.
- 우 (성우: 키무라 료헤이 / 현경수)

마계인으로 쇼콜라 친구, 평소엔 쌍둥이 소울과 함께 다니며 쇼콜라를 좋아하고, 후에 여왕 후보자의 기사로서 소울과 함께 쇼콜라와 같은 인간계 학교에 다니게 된다.
- 듀크 (성우: 야소다 유이치 / 김영찬)

쇼콜라의 시중으로 검은색과 빨간색 줄무늬를 가진 개구리이다. 수다스럽고 시끄러운 면이 있지만 중요한 순간에는 진지해지며 쇼콜라에게 조언을 아끼지 않는다.
- 블랑카 (성우: 요코야마 치사 / 김선혜)

바닐라의 시중으로 하얀색 털을 가진 생쥐이다. 앙칼지고 새침한 성격으로 쇼콜라와 매일 티격태격하지만 언제나 바닐라 편인 충직한 시중이다.
- 글라스 (성우: 코니시 료세이 / 김승준)